# Diane di Prima
Diane di Prima (Nova Iorque, 6 de agosto de 1934 – São Francisco, 25 de outubro de 2020) foi uma poeta, escritora e artista estadunidense, parte da chamada Geração Beat, e também uma militante feminista e ativista dos direitos humanos. Foi também dramaturga e professora, tendo escrito mais de quarenta livros, que foram traduzidos para mais de vinte idiomas.

## Biografia
Diane nasceu no Brooklyn, na cidade de Nova Iorque, em 1934, a segunda geração de italianos nascidos nos Estados Unidos. Começou a escrever aos sete anos de idade e decidiu tornar-se poeta aos 14 anos. Ingressou no Swarthmore College, mas largou o curso para se tornar poeta em Manhattan. Seu avô materno, Domenico Mallozzi, era um ativo anarquista, associado a outros membros do movimento, como Carlo Tresca e Emma Goldman.
Diane começou a escrever bem cedo e aos dezenove anos se correspondia com escritores como Ezra Pound e Kenneth Patchen. Seu primeiro livro de poesias, This Kind of Bird Flies Backward, foi publicado em 1958, pela Totem Press, dirigida por LeRoi Jones. O livro é considerado um dos marcos iniciais do movimento beat, do qual Di Prima participou tanto como escritora, como editora.

## Envolvimento com a geração beat
Durante as décadas de 1950 e 1960, Diane viveu em Manhattan, onde participou do surgimento e do crescimento da geração beat. Dividindo seu tempo entre as costas oeste e leste, ela acabou se estabelecendo permanentemente em San Francisco e foi uma figura que ligou o movimento criado pela geração beat e os hippies, bem como os artistas dos dois lados dos Estados Unidos.
Foi editora do jornal The Floating Bear com LeRoi Jones e foi co-fundadora do New York Poets Theatre, tendo fundado também o Poets Press. Em várias ocasiões, Diane foi acusada de obscenidade pelo governo dos Estados Unidos por seu trabalho. Em 1961, ela foi presa pelo FBI por publicar dois poemas no The Floating Bear. Segundo Diane, os federais continuamente a ameaçaram e pressionaram devido à natureza de seus poemas.
Em 1969, ela escreveu uma ficção erótica contando em detalhes suas experiências com o movimento beat chamado de Memoirs of a Beatnik. De 1974 a 1997, ela lecionou no Naropa Institute, em Boulder, no Colorado. Em 2001, publicou Recollections of My Life as a Woman: The New York Years.

## Ativismo
Diante é conhecida por seu envolvimento no movimento contra a gordofobia. Sua poesia costuma refletir suas visões a respeito, como a coleção de poemas de 1990, "Pieces of a Song: Selected Poems". Em uma entrevista de 2001, ela discorre sobre seus pensamentos a respeito da visão que a sociedade tem sobre a obesidade.
| “ | Acho que a forma como os Estados Unidos tratam as pessoas que são gordas é absolutamente desprezível. Precisamos parar de odiar o gordo e começar a amá-lo. | ” |

Mesmo sem ser gorda, ela se viu envolvida na questão e passou a expressar sua opinião e preocupação ao ver um sem teto sem agredido por várias crianças apenas por ser gordo. Incapaz de fornecer ajuda, ela passou a ajudar pessoas que lutam contra o peso, que caíram em depressão ou sofrem bullying por causa disso.
| “ | Todo mundo merece respeito, não apenas os magros, mas todo mundo, independente de quantos quilos tenha. | ” |

## Vida pessoal e morte
Diane teve cinco filhos: Jeanne di Prima, Dominique di Prima, Alex Marlowe, Tara Marlowe e Rudi di Prima. Dominique é sua filha com LeRoi Jones. Em 1962, ela se casou com Alan Marlowe, de quem se divorciou em 1969 e em 1972 casou-se com Grant Fisher, de quem se divorciou em 1975.
Morreu em 25 de outubro de 2020 em um hospital de São Francisco, aos 86 anos, após oito anos lutando contra a doença de Parkinson.